# Mimolaia variicornis
Mimolaia variicornis är en skalbaggsart som först beskrevs av Belon 1903.  Mimolaia variicornis ingår i släktet Mimolaia och familjen långhorningar. Inga underarter finns listade i Catalogue of Life.